# Marc Duncan
Marc Duncan, né en 1581 à Maxpoffle (Roxburghshire) et mort à Saumur en 1640, est un philosophe et médecin écossais.

## Biographie
Gentilhomme fort estimé du roi Jacques Ier, Duncan vint s’établir, sur l’appel de l’académie protestante de cette ville, à Saumur, en 1606. Les cours de grec, de métaphysique et de philosophie lui furent confiés. En 1616, il accepta les fonctions de Principal du collège, qu’il conserva vingt-cinq ans, et qui comportaient l’obligation de faire chaque semaine deux leçons de philosophie, deux d’histoire et d’éloquence et de lire en outre, aux heures restées libres, la géométrie d’Euclide.
Sa sévérité ne le fit aimer ni des régents ni des écoliers. Le synode de Charenton de septembre 1623 ayant supprimé la charge de principal, il quitta ses fonctions le 22 mai suivant, ce dont l’académie lui témoigna ses regrets et elle lui maintint son titre tant qu’il vécut. Il partageait ses fonctions de professeur avec un autre médecin, Jean Benoît, mais d’aigres discordes régnèrent entre eux et se prolongèrent longtemps. Il fallut que l’intervention synode de Charenton de 1631 pour leur imposer une réconciliation publique.
Sa femme, Suzanne Gorrín, avec qui il s’était marié en janvier 1611 étant morte le 18 juillet 1629, il prit une seconde épouse le 15 décembre 1630 et les écoliers saisirent l’occasion, le jour de ses noces, de faire « quelques insolences ». Ce fut une affaire. Le conseil académique ordonna que les plus coupables des « classiques », jusqu’au nombre de douze, seraient punis du fouet en leurs classes et que la faute serait remise aux autres pour incliner à la clémence plutôt qu’à la rigueur, et que ceux des « philosophes » qui y avaient participé seraient appelés au Conseil de l’académie pour y recevoir les remontrances condignes à leur faute. Le 26 décembre, châtiment fut fait des classiques coupables.
Quel que fut son mérite de professeur de grec, d’humanités et de mathématiques, Duncan n’abandonna pourtant jamais la pratique de la médecine et il était fort habile en tant que tel. Sa réputation était si grande que Jacques Ier l’appela auprès de lui en qualité de médecin ordinaire, mais sa femme n’ayant pu se résoudre à quitter les bords de la Loire pour ceux de la Tamise, Duncan renonça, par amour pour elle, à un emploi aussi honorable qu’avantageux et il passa le reste de ses jours à Saumur jusqu’à sa mort.
Duncan joue un grand rôle dans l'affaire des possessions de Loudun de 1632. Saumur se trouvant à 50 km de la ville de Loudun, il fut appelé, avec d'autres médecins, pour juger de la possession des sœurs ursulines. Il assista donc aux séances d'exorcisme et osa dire haut et fort ce que d'autres pensaient tout bas : ce n'était pas un cas de possession. Il met en lumière cette thèse dans son ouvrage, Discours de la possession des religieuses ursulines de Loudun, édité en 1634. Comme il s'opposait directement à Laubardemont et, de ce fait, au cardinal de Richelieu, il dut compter sur la protection de la maréchale de Brézé dont il était le médecin.
Marc Duncan laissa trois fils. L’ainé, aussi prénommé Marc, s’est rendu célèbre sous le nom de Cérisantes ou sieur de Cérisantes, par ses talents et sa vie aventureuse. Les deux autres, François et Jehan, sont peu connus.

## Principaux ouvrages
- Thesis ex logicis et ethicis selectæ, Salm., 1610, in-4°.Compendium de logique.
- Discours de la possession des religieuses ursulines de Loudun, Paris, 1634, in-8°.Duncan eut le courage de dire que cette prétendue possession n’était qu’un effet de l’hystérie et d’une imagination déréglée. Sans la puissante protection de la maréchale de Brézé, il aurait été cruellement puni d’avoir osé démasquer une abominable bouffonnerie, malgré les ménagements qu’il avait gardés envers Laubardemont, l’évêque de Poitiers et les autres acteurs de ce drame.
- Logica, Saumur., 1643, in-8°.Il y a probablement eu une édition antérieure.

## Sources
- E. Haag, La France protestante, t. v, Paris, Librairie Sandoz et Fischbacher, 1886, p. 834-836.
- J-F. Bodin, Recherches historiques sur la ville de Saumur, ses monumens et ceux de son arrondissement, Volume 2, Saumur, Degouy, 1814, p. 220-224.